# Ololygon angrensis
Ololygon angrensis (Synonym: Scinax angrensis, Hyla catharinae angrensis) ist ein neotropischer Frosch aus der Familie der Laubfrösche. Früher, als die Art  noch in die Gattung Scinax gestellt wurde, zählte man sie zu der Scinax-catharinae-Klade. Es wurde diskutiert, welchen Umfang diese Klade hat und ob sie als eine eigene Gattung angesehen werden könne, für die der Name Ololygon verfügbar wäre. Im Jahr 2023 wurde nach ausführlichen molekulargenetischen und  morphologischen Untersuchungen die Gattung Ololygon wiedererrichtet.

## Verbreitung
Diese in Brasilien endemische Art kommt nur von Mangaratiba im Bundesstaat Rio de Janeiro bis Picinguaba im Bundesstaat São Paulo in Höhen bis 800 m ü. NN vor.

## Lebensraum und Ökologie
Ololygon angrensis bewohnt Primärwald, vielleicht auch Sekundärwald. Reproduktionsgewässer der Art reichen von permanenten Fließgewässern bis zu künstlichen Tümpeln, wobei die Art bisher noch nicht außerhalb des Waldes und in der Nähe menschlicher Siedlungen gefunden wurde. Die Art reproduziert sich in permanenten oder temporären Bächen, kleinen, temporären Tümpeln neben Waldbächen und seltener in steinigen Tümpeln.
Die Kaulquappen ernähren sich von Algen, Protozoen, Rädertierchen, sehr kleinen Krebstieren, Nematoden, Detritus und Pilzhyphen.

## Gefährdung
Die IUCN listet Ololygon angrensis als „nicht gefährdet“ (Least Concern), obwohl seine geschätzte potentielle Verbreitung nur 5000 km² beträgt und der Populationstrend rückläufig ist. Die Bearbeiter begründen die Einstufung damit, dass die Art noch häufig vorkommt und ihr Habitat im Moment nicht akut gefährdet ist. Zudem kommt Ololygon angrensis in einigen Schutzgebieten vor. Waldrodungen gefährden die Art hauptsächlich.

## Synonyme
- Scinax angrensis (Lutz, 1973)
- Hyla catharinae angrensis Lutz, 1973[7]
- Hyla angrensis Pombal & Gordo, 1991

Pombal & Bastos (1996) stellten die Art in die Gattung Scinax.